# Joachim Ewald von Massow
Joachim Ewald von Massow (* 19. Oktober  1697 in Bartin; † 27. Oktober 1769 ebd.) war ein preußischer preußischer Staats-, Kriegs- und Finanzminister, sowie dirigierender Minister für Schlesien.

## Leben

### Familie
Joachim Ewald (Nr. 250 der Geschlechtszählung) war Angehöriger des pommerschen Adelsgeschlechts von Massow. Seine Eltern waren der preußisch-pommersche Staatsmann Kaspar Otto von Massow (#194; 1665–1736) und Marie Charlotte, geborene von Canitz (1680–1737). Er vermählte sich 1728 mit Elisabeth Sophia von Massow (1707–1778). Aus der Ehe sind eine Tochter und drei Söhne hervorgegangen, darunter der Landrat im Landkreis Randow und vorpommerscher Landesdirektor Carl von Massow (#313; 1735–1807).

### Werdegang
Massow verfolgte zunächst eine Offizierslaufbahn in der preußischen Armee. 1728 stand er als Kapitän im Infanterieregiment „Schwerin“. Er avancierte im Regiment 1737 zum Major und 1741 zum Oberstleutnant. Seinen Abschied hat er 1750 erhalten. 
Bereits 1725 war er Amtshauptmann zu Rügenwalde und Domherr zu Cammin. 1731 wurde er Ritter des Johanniterordens. 
Er wurde 1751 Kammerpräsident in Königsberg i. Pr. und 1753 zum Wirklichen Geheimen Staats- und Kriegsrat, Chef-Präsident der schlesischen Kammer sowie zum dirigierender Minister von Schlesien ernannt. Er erhielt 1754 den Schwarzen Adlerorden und die Johanniter-Kommende Supplinburg. Im Jahre 1755 hat er um seine Entlassung ersucht und diese auch erhalten. Er starb mit dem Titel eines preußischen Wirklichen Geheimen Staats-, Kriegs- und Finanz- auch dirigierenden Ministers von Schlesien.

### Güterbesitz
Massow verfügte über einen umfangreichen Gutsbesitz. Von seinem Schwiegervater Ewald von Massow (#189; 1667–1741) erbte er 1742 Bartin, Barvin, anteilig Treten, Gewiesen mit dem Vorwerk Grünhof und anteilig Rummelsburg im Rummelsburgischen Kreis, vom Vater erhielt er bereits 1736 Zezenow und Dargeröse im Stolpeschen Kreis. Einige weitere ehemals Zitzewitzsche Lehen hat er nur kurzzeitig besessen. Sein Alloidalgut Dobberphul im Kreis Pyritz verkaufte er 1751 an den nachmaligen Vizepräsident der Pommerschen Regierung Gustav Heinrich von Enckevort (1726–1807) für 37.000 Taler.